# Tipula johanseni
Tipula johanseni är en tvåvingeart som beskrevs av Alexander 1919. Tipula johanseni ingår i släktet Tipula och familjen storharkrankar. Inga underarter finns listade i Catalogue of Life.